# 濱海莫辛布瓦
濱海莫辛布瓦是東非國家莫桑比克的港口，由德爾加杜角省負責管轄，位於該國東北部莫桑比克海峽沿岸，是前往坦桑尼亞的邊界關卡，主要經濟活動有漁業和伐木，2008年人口29,761。
2020年8月12日，與伊斯兰国有關連的武裝分子聖訓捍衛者攻佔濱海莫辛布瓦。2021年8月8日，莫桑比克和盧旺達部隊收復濱海莫辛布瓦。